# Ajuterique
Ajuterique è un comune dell'Honduras facente parte del dipartimento di Comayagua.
Il comune è stato istituito nel 1862.